# Jason Cermak
Jason Cermak es un actor canadiense.

## Biografía
Jason es el menor de dos hermanos.

## Carrera
En el 2011 apareció en un episodio de la popular serie canadiense Heartland interpretando a Chad Rogers durante el episodio "Over the Rise".
En el 2012 apareció como invitado en la popular serie Once Upon a Time donde interpretó a uno de los caballeros negros, que trabaja para la reina Regina (Lana Parrilla).
En el 2013 se unió a la miniserie The Dark Corner donde interpretó al oficial Steve Schoenfeld.
En el 2014 se unió al elenco principal de la película Mutant World  donde interpretó a Geoff King, el hijo de Marcus King (Kim Coates) y hermano de Melissa King (Holly Deveaux), así como uno de los sobrevivientes de la radiación.
Ese mismo año apareció como invitado en la popular serie Supernatural donde dio vida a Percy en el episodio "First Born". Anteriormente había aparecido por primera vez en la serie en el 2011 donde interpretó a George durante el episodio "Mommy Dearest".
En el 2015 obtuvo un pequeño papel en la película Fifty Shades of Grey donde interpretó al fotógrafo de la graduación.
En el 2016 se unió al elenco de la nueva serie Delmer & Marta donde dará vida a Chad Hunter.

## Filmografía

### Series de televisión
| Año             | Título                   | Personaje          | Notas                            |
| --------------- | ------------------------ | ------------------ | -------------------------------- |
| 2016 - presente | Delmer & Marta           | Chad Hunter        | 7 episodios                      |
| 2016            | Zoo                      | Sgt. Aide Mansdale | 6 episodios                      |
| 2015 - 2016     | When Calls the Heart     | Doctor Burns       | 2 episodios                      |
| 2014            | Hell on Wheels           | Tom McGuire        | 2 episodios                      |
| 2014            | Supernatural             | Percy              | episodio "First Born"            |
| 2013            | Untold Stories of the ER | Dr. Brooks Laselle | episodio "Deep Trouble"          |
| 2013            | King & Maxwell           | Guardia            | episodio "Pandora's Box"         |
| 2013            | Cult                     | Figura # 1         | episodio "Off to See the Wizard" |
| 2013            | Psych                    | Morrison           | episodio "Office Space"          |
| 2013            | The Dark Corner          | Steve Schoenfeld   | 4 episodios - miniserie          |
| 2013            | Red Widow                | Agente del FBI     | episodio "The Consignment"       |
| 2012            | Once Upon a Time         | Caballero          | episodio "Child of the Moon"     |
| 2011            | Heartland                | Chad Rogers        | episodio "Over the Rise"         |

### Películas
| Año  | Título                                             | Personaje       | Notas                                                                                |
| ---- | -------------------------------------------------- | --------------- | ------------------------------------------------------------------------------------ |
| 2016 | Cannibals and Carpet Fitters Feature               | John            | junto a Meg Foster, Ian Whyte, Jessica-Jane Stafford, Zara Phythian y Rory Nolan     |
| 2016 | The Perfect Pickup                                 | Repartidor      | junto a Chad Rook, Nathan Witte, Derek Gilroy, Emily Maddison y Adrian Hough         |
| 2016 | The Dark Return of Time                            | Flavian Bennett | junto a James Cosmo, Bill Cobbs, James Robinson, Hélène Cardona y Craig Conway       |
| 2015 | Cradle of Lies                                     | Ethan Fox       | junto a Gina Holden, Lochlyn Munro, Nicole de Boer, Dan Payne y Elizabeth Weinstein  |
| 2015 | Beeba Boys                                         | Reportero       | junto a Randeep Hooda, Ali Momen, Sarah Allen, Ali Kazmi, Steve Dhillon y Gabe Grey  |
| 2015 | Murder, She Baked: A Chocolate Chip Cookie Mystery | Ron LaSalle     | junto a Alison Sweeney, Cameron Mathison, Lisa Durupt, Toby Levins y Juliana Wimbles |
| 2015 | Fifty Shades of Grey                               | Fotógrafo       | junto a Dakota Johnson, Jamie Dornan, Jennifer Ehle, Eloise Mumford y Victor Rasuk   |
| 2014 | Mutant World                                       | Geoff King      | junto a Kim Coates, Holly Deveaux, Ashanti, Amber Marshall y Megan Tracz             |

### Productor, director, editor y escritor
| Año  | Programa             | Notas                                                                                   |
| ---- | -------------------- | --------------------------------------------------------------------------------------- |
| 2014 | Irregardless         | corto - director, editor, productor, productor ejecutivo, jefe de producción y escritor |
| 2009 | Creepy Jesus         | corto - director, editor, productor ejecutivo y escritor                                |
| 2009 | Monks of Despair     | corto - productor ejecutivo                                                             |
| 2007 | Occupational Hazards | corto - director, productor y productor ejecutivo                                       |

### Cinematografía y equipo misceláneo
| Año  | Título       | Notas                              |
| ---- | ------------ | ---------------------------------- |
| 2014 | Interestelar | (stand-in de: Matthew McConaughey) |
| 2014 | Greenwood    | corto - cinematografía             |
| 2014 | Irregardless | corto - efectos digitales          |
| 2009 | Scotch Neat  | corto - guionista supervisor       |

## Premios y nominaciones
| Año  | Categoría          | Premio      | Película/Serie | Resultado |
| ---- | ------------------ | ----------- | -------------- | --------- |
| 2015 | Best Alberta Actor | AMPIA Award | Hell on Wheels | Nominado  |
| 2014 | Best Alberta Actor | AMPIA Award | Common Chord   | Ganó      |